# Sant Julià dels Torrents
Sant Julià de Torrents és una església de Lladurs (Solsonès) protegida com a Bé Cultural d'Interès Local.

## Descripció
Restes de l'antiga església adjacent a la Rectoria situada en un entorn boscós al poble dels Torrents de Lladurs. L'edifici és de planta quadrangular de tres naus amb absis semicircular i coberta a doble vessant que s'ha ensorrat. Entre els trams de mur que resten dempeus destaca al frontis el campanar que s'eleva del conjunt. El campanar és de planta quadrada i a mitja alçada passa a una secció octogonal amb quatre obertures d'arc de mig punt adovellades delimitades per línies d'imposta i cornises contínues. La part superior està rematada per uns adorns en forma de bola. La construcció és de maçoneria amb l'ús de pedres ben tallades a les obertures, cantonades i al campanar. A l'interior es conserven arcs i alguns motius ornamentals.

## Història
L'església havia tingut un retaule barroc del qual només queda referència documental.